# A Woman in the Ultimate
A Woman in the Ultimate è un cortometraggio muto del 1913 diretto da Dell Henderson. È conosciuto anche con il titolo A Woman in Ultimate.

## Produzione
Il film fu prodotto dalla Biograph Company.

## Distribuzione
Distribuito dalla General Film Company, il film - un cortometraggio in una bobina - uscì nelle sale cinematografiche statunitensi il 4 settembre 1913.
Non si conoscono copie ancora esistenti della pellicola che viene considerata presumibilmente perduta.